# Eosemionotus
Eosemionotus is een geslacht van uitgestorven straalvinnige beenvissen uit het Trias.

## Naamgeving
In 1906 benoemde Antonín Frič de typesoort Allolepidotus Vogelii. In 1920 maakte Stolley daar het aparte geslacht Eosemionotus van, 'de Semionotus van de dageraad'.
Het holotype is IGWuG L2, een plaat van een skelet gevonden bij Förderstedt in een laag van de Karlstadtformatie. De plaat is verloren gegaan maar de tegenplaat met afdrukken van de postcrania bestaat nog.
Een tweede soort is Eosemionotus ceresiensis Bürgin, 2004, met als holotype PIMUZ T 357.
In 2019 werden nog eens drie soorten benoemd. Eosemionotus diskosomus heeft als holotype MCSN 8082. Eosemionotus sceltrichensis heeft als holotype MCSN 8418. Eosemionotus minutus heeft als holotype MCSN 8482, slechts vijfentwintig millimeter lang.

## Beschrijving
In 2019 werden enkele autapomorfieën van het geslacht als zodanig vastgesteld. Het voorhoofdsbeen heeft een opvallende staafvormige naar voren en midden uitstekende tak. Het cleithrum is slank, zonder middelste vleugel. Er bevindt zich een reeks van opvallende fulcra op de staartbasis die de bovenste lob van de romp omvat.